# Castello di Calatubo
Il castello di Calatubo (latino: castrum Calathatubi;) è un'antica fortezza che sorge nei dintorni di Alcamo, in provincia di Trapani.
Il sito, che presenta frequentazioni antichissime, con resti di un insediamento elimo e di una necropoli, ha subito nel corso dei secoli diversi rimaneggiamenti.
Essendo prossimo all'autostrada A29, con la sua imponente mole attrae la curiosità dei viaggiatori; è però sconosciuto ai più e versa oggi in uno stato di abbandono, nonostante il Comune di Alcamo abbia spesso espresso la volontà di recuperarlo. È normalmente chiuso alle visite per motivi di inagibilità, sebbene tra il 20 e il 22 marzo 2015 sia stato possibile visitarne la cappella previo l'utilizzo di caschi di protezione.

## Storia e funzioni del castello

### Uso militare
Le origini del castello risalgono a periodo normanno intorno al 1093, anno in cui il conte Ruggero fondò e definì i confini della diocesi di Mazara del Vallo, includendovi "Calatubo con tutte le sue dipendenze".
Anticamente, attorno al castello sorgeva il villaggio di Calatubo, che fondava il proprio commercio sull'esportazione di cereali e di pietra da mulino (ad acqua e a vento, questi ultimi detti "mulini persiani"), estratta dalle cave attorno al torrente Finocchio, come menzionato nel periodo normanno dal geografo arabo al-Idrisi nel Libro di Re Ruggero, scritto nel 1154.
A partire dal Medioevo, a causa della sua visibilità, il castello di Calatubo ebbe un importante ruolo strategico: infatti esso faceva parte di una linea di torri e forti situati lungo la costa che va da Palermo a Trapani; tale linea difensiva veniva utilizzata per trasmettere segnali luminosi in caso di attacco dei nemici saraceni. In particolare, il castello di Calatubo garantiva il flusso di informazioni che avvenivano tra gli avamposti di Carini, Partinico e Castellammare del Golfo.
Nel 1338 fu assegnato a Raimondo Peralta, conte di Caltabellotta.

### Uso agricolo
Il villaggio di Calatubo fu abbandonato in seguito alla conquista da parte di Federico II e il castello perse la sua funzione originaria di fortezza militare, trasformandosi in un baglio. Durante tale periodo, al castello si aggiunsero magazzini, stalle e altre strutture utilizzate per l'amministrazione agricola del feudo di Calatubo.
Alla fine del XIX secolo in corrispondenza del secondo cortile furono poi allestiti magazzini per la produzione del vino "Calatubo".

### Abbandono
Il castello rimase in buone condizioni fino al 1968, anno del terremoto del Belice. A peggiorare l'azione distruttrice del terremoto fu l'utilizzo della struttura come ovile e gli scavi di frodo, che avevano come obiettivo i reperti della necropoli del VII secolo a.C. attinente al castello. Inoltre nel luglio 2013 il castello è stato colpito da un incendio che oltre ad annerirne le pareti interne ed esterne ha verosimilmente arrecato ulteriori danni alla struttura.

### Tentativi di recupero
Nel 2007 il Comune di Alcamo ha acquistato il castello per 60.000 euro dalla famiglia Papè di Valdina. Nel corso degli ultimi anni (2003-2014) è stato segnalato più volte nell'ambito dell'iniziativa "I Luoghi del Cuore" promossa dal Fondo Ambiente Italiano (FAI), che ha come obiettivo la protezione e la valorizzazione del patrimonio artistico e paesaggistico italiano, posizionandosi al terzo posto (dunque tra i vincitori dei fondi da parte del FAI) nella classifica del 2014-2015. In seguito a tale risultato, è stato creato un percorso in da alcuni volontari dell'associazione "Salviamo il Castello di Calatubo" ed è stato possibile visitarla per tre giorni tra il 20 e il 22 marzo 2015, ricevendo circa 5.000 visite.
L'11 e il 12 giugno 2016, sempre grazie all'intervento dei volontari dell'associazione "Salviamo il Castello di Calatubo", il castello di Calatubo è stato di nuovo aperto al pubblico durante un evento culturale all'interno del quale sono state raccontate le antiche storie del castello da Sara Cappello, una cantastorie di musica popolare siciliana, che in tale occasione ha recitato "U cunto di lu castellu di Calatubo".
Nel marzo 2017, è stato stipulato un accordo tra il comune di Alcamo e l'associazione "Salviamo il Castello di Calatubo" al fine di salvaguardare e tutelare il castello di Calatubo, la rocca dove sorge, le sue grotte, la zona archeologica circostante e la vicina Cuba delle rose.

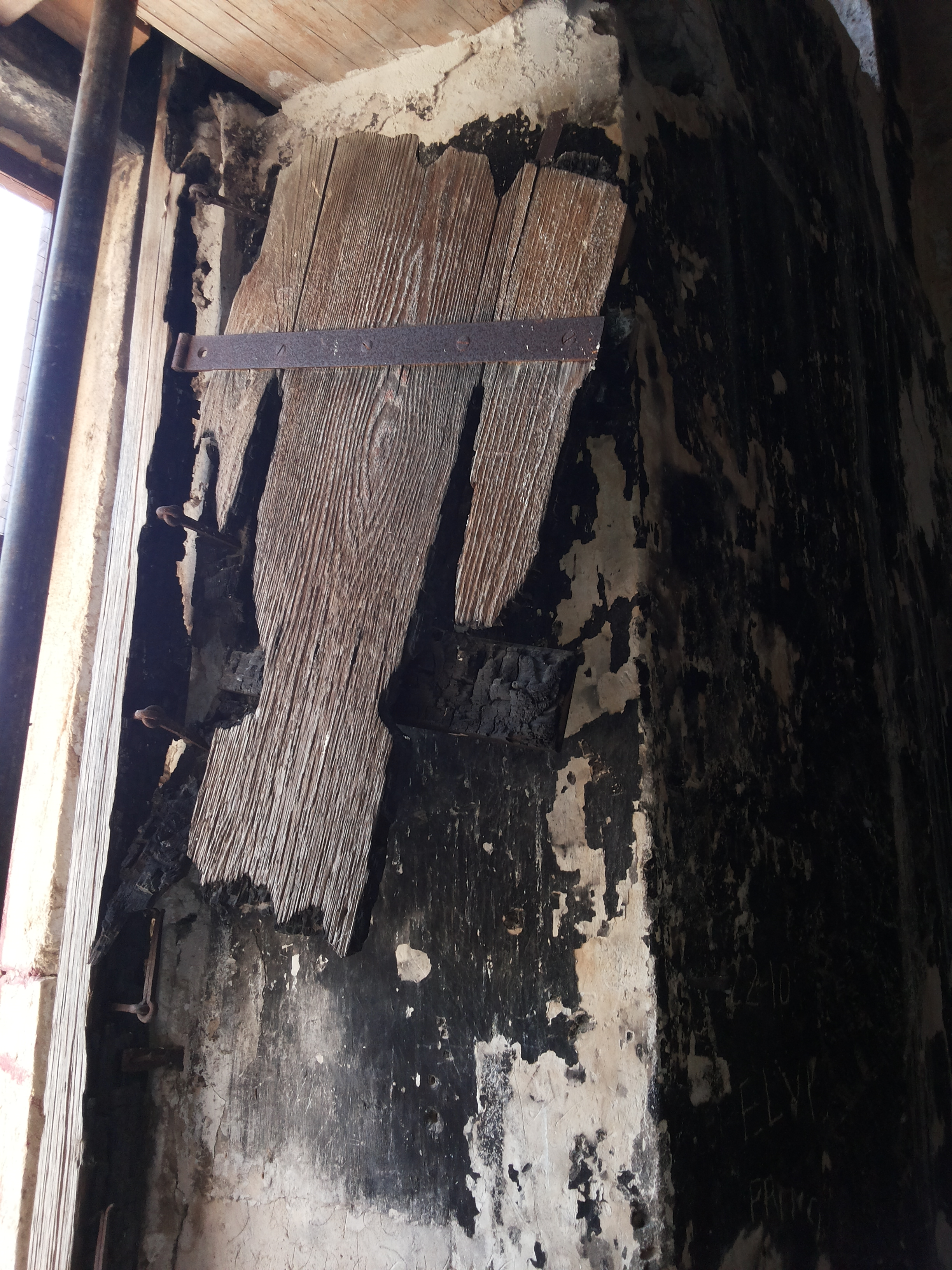
Resti del portone di ingresso alla cappelletta incendiato
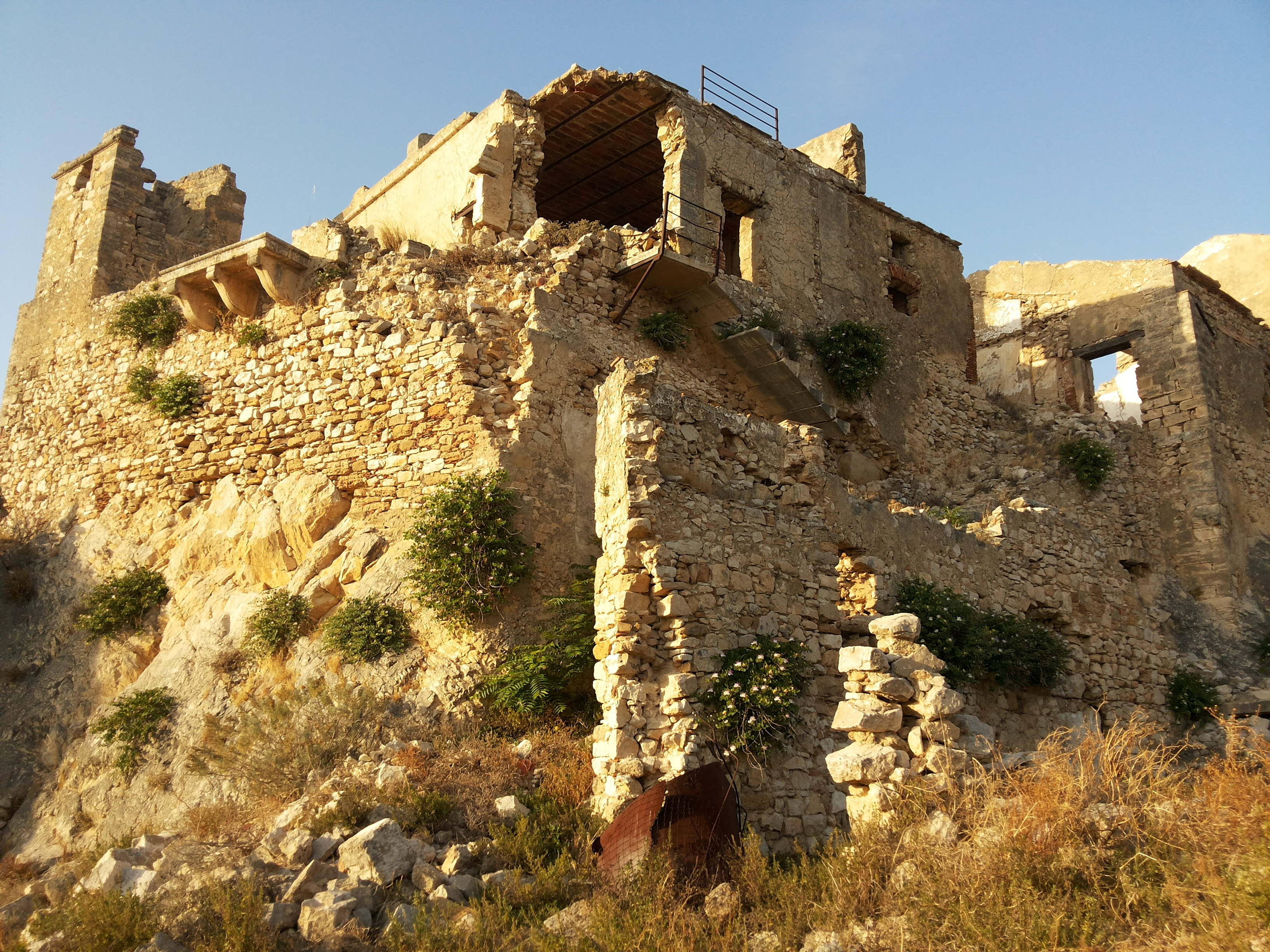
Resti di una torre del castello di Calatubo crollata per incuria
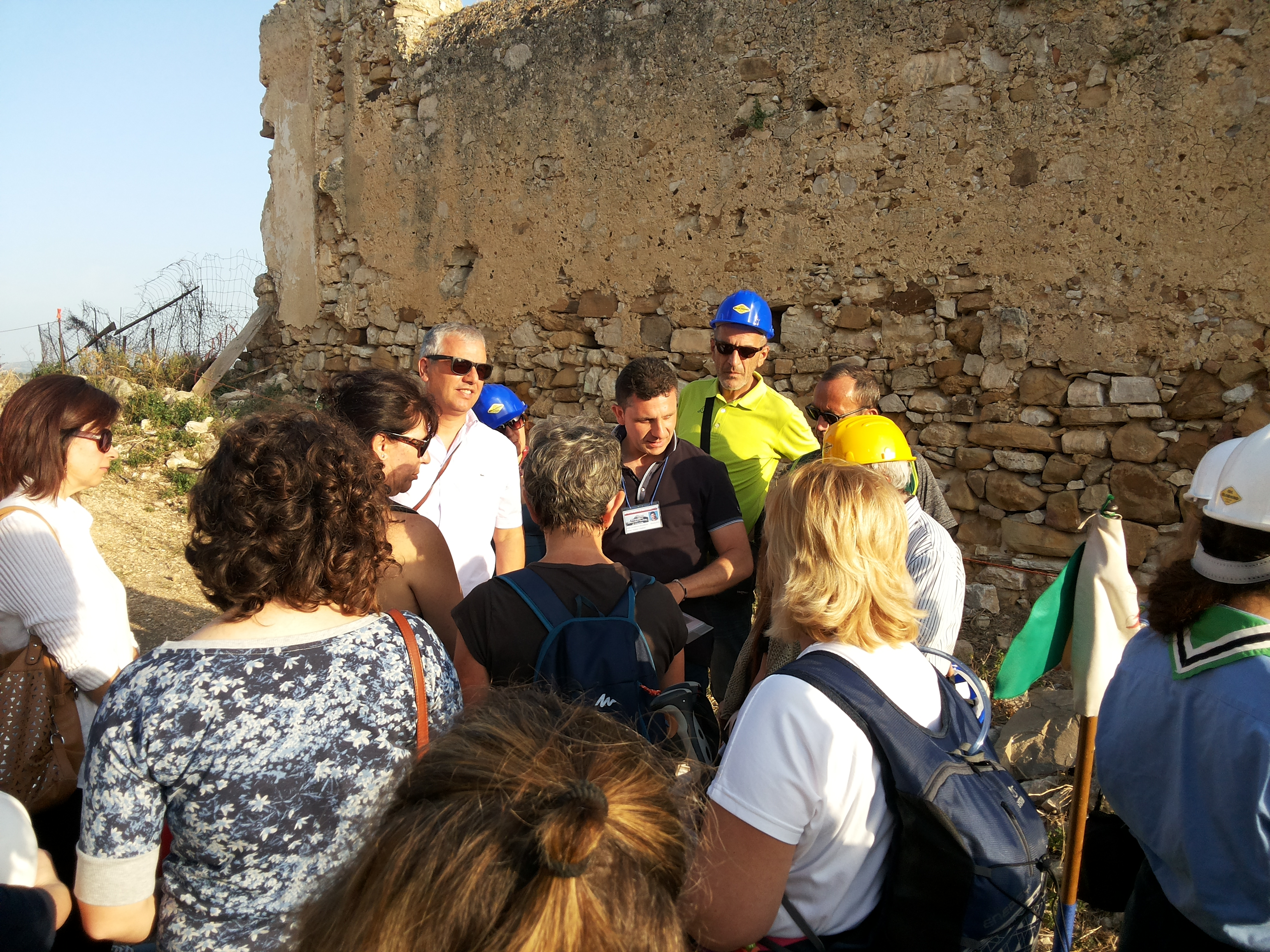
Visita guidata dell'associazione "Salviamo il Castello di Calatubo"
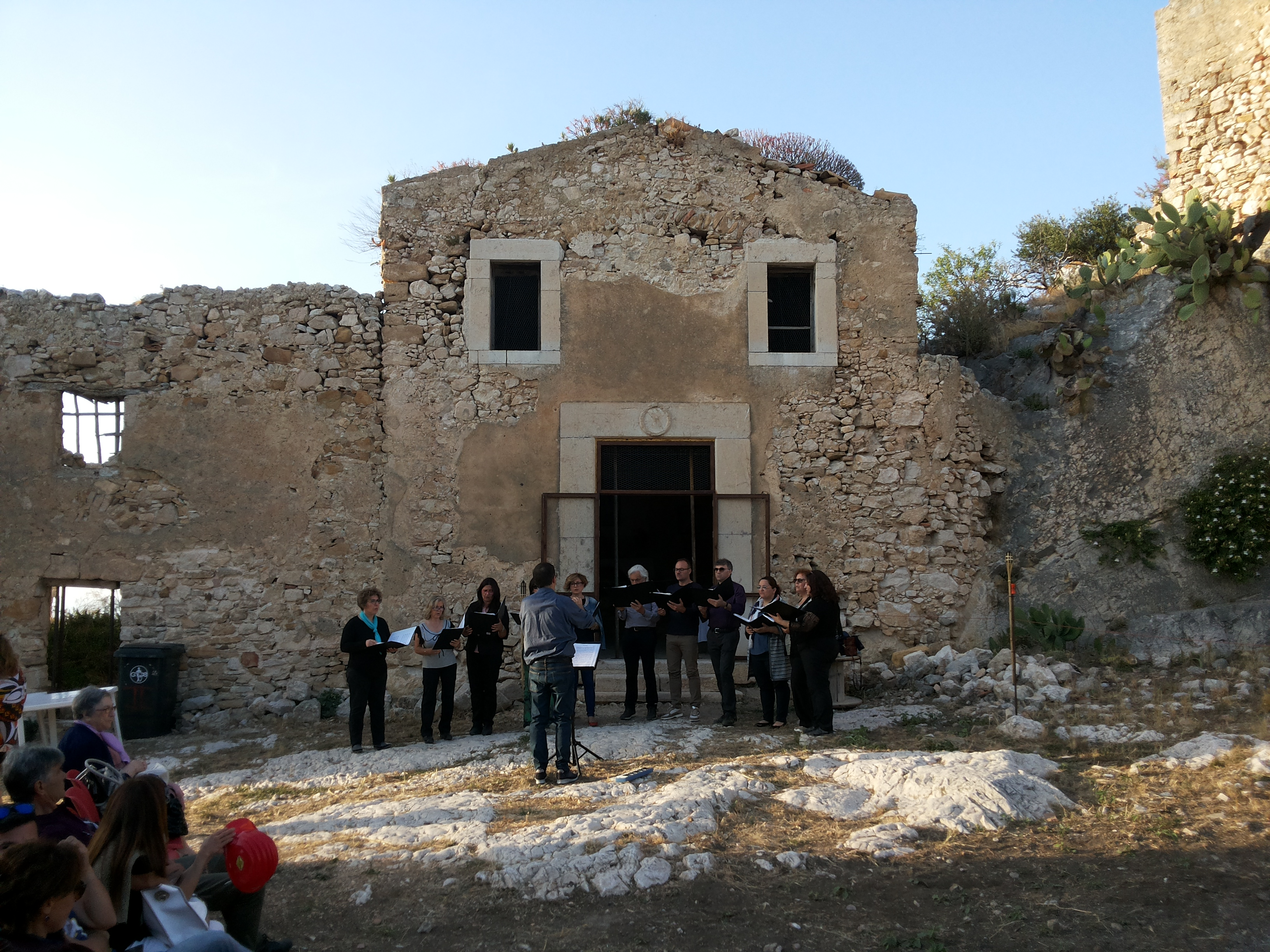
Spettacolo corale dell'associazione "Jacopone da Todi" all'interno nel cortile

## Descrizione
Il castello di Calatubo è un complesso architettonico che si sviluppa prevalentemente in direzione est-ovest, costituito principalmente dalla struttura del castello originario, che ha subito diverse modifiche per adattarsi nel corso dei secoli alla sua destinazione d'uso. Tale complesso ha le dimensioni di circa 150×35 m e sorge su una roccia di natura calcarea che si trova ad un'altezza di circa 152 m sopra il livello del mare, dominando con la sua altezza il territorio circostante. Da tale posizione sono visibili in particolare il Monte Bonifato e il Golfo di Castellammare.
Il castello è inaccessibile su tre lati a causa delle pareti scoscese della roccia sulla quale è costruito. L'unico accesso percorribile è situato a occidente, dove si raggiunge la prima linea difensiva del castello attraverso una rampa gradonata. Dalla prima linea difensiva, che comprende tra l'altro un pozzo, una chiesa ad aula e altri locali, si arriva ad un cortile che comunica con la seconda cerchia muraria attraverso un portale, fino ad arrivare alla terza cerchia muraria, che comprende una torre oblunga, arrivando infine al nucleo principale del castello, che è una struttura a pianta rettangolare delle dimensioni di 7×21,50 m, posizionata sulla parte meridionale della rocca.

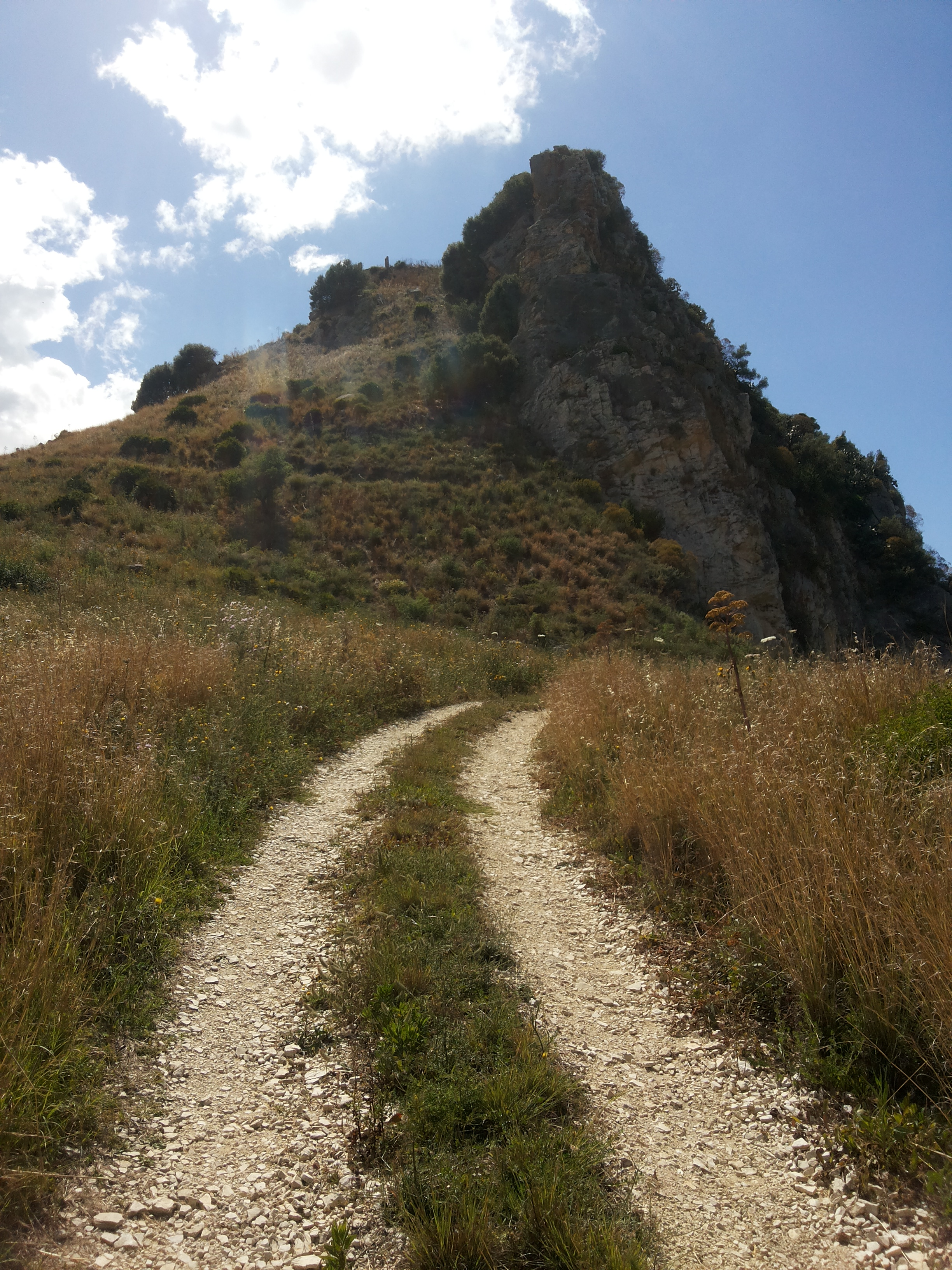
Sentiero che conduce al castello
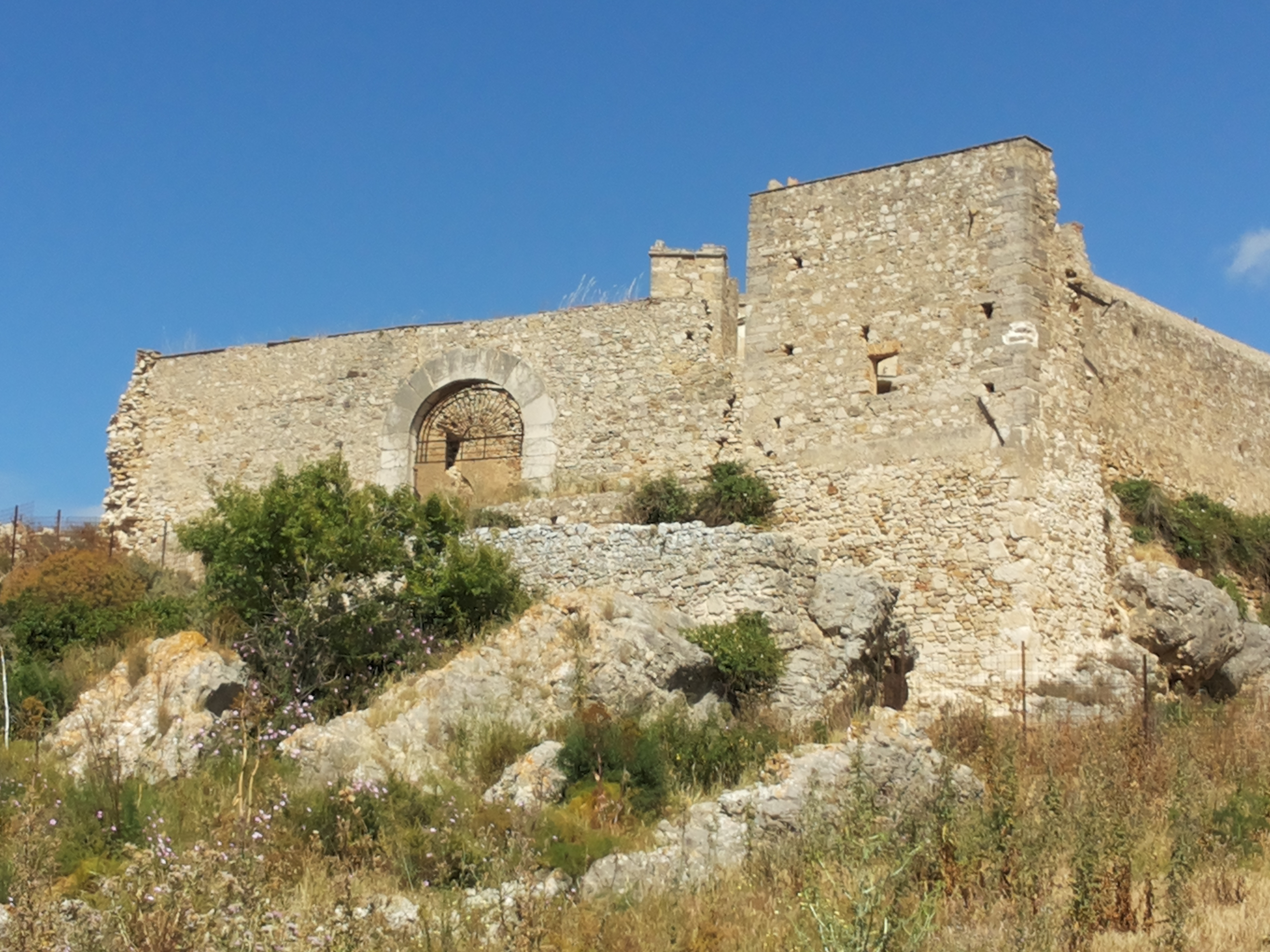
Ingresso al Castello di Calatubo
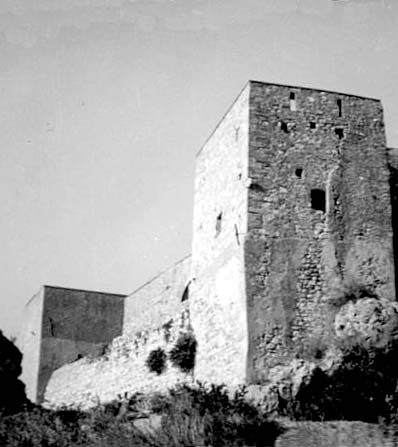
Le torri a guardia dell'entrata del castello (1967)
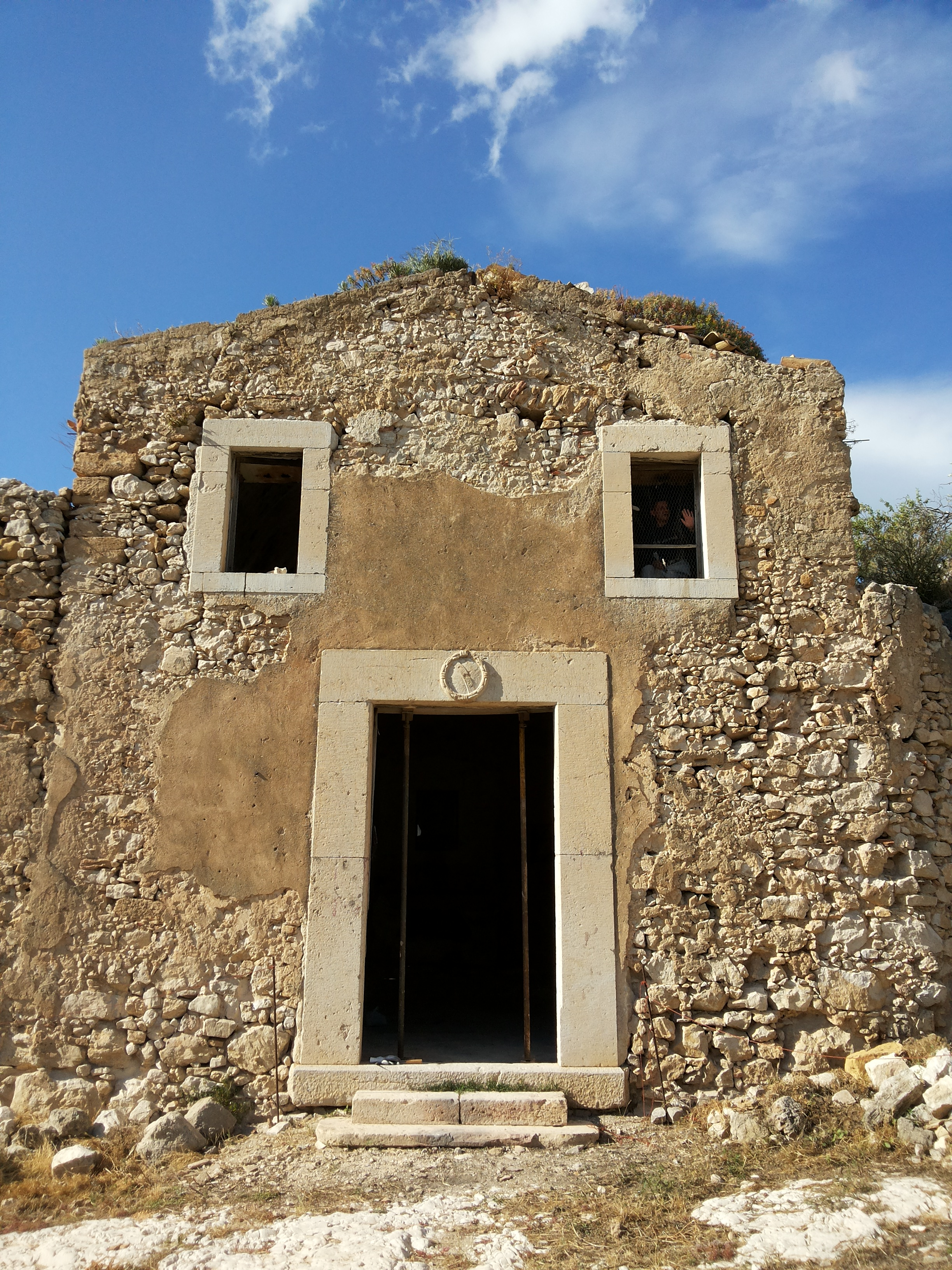
Cappelletta dentro il castello (vista dal cortile)
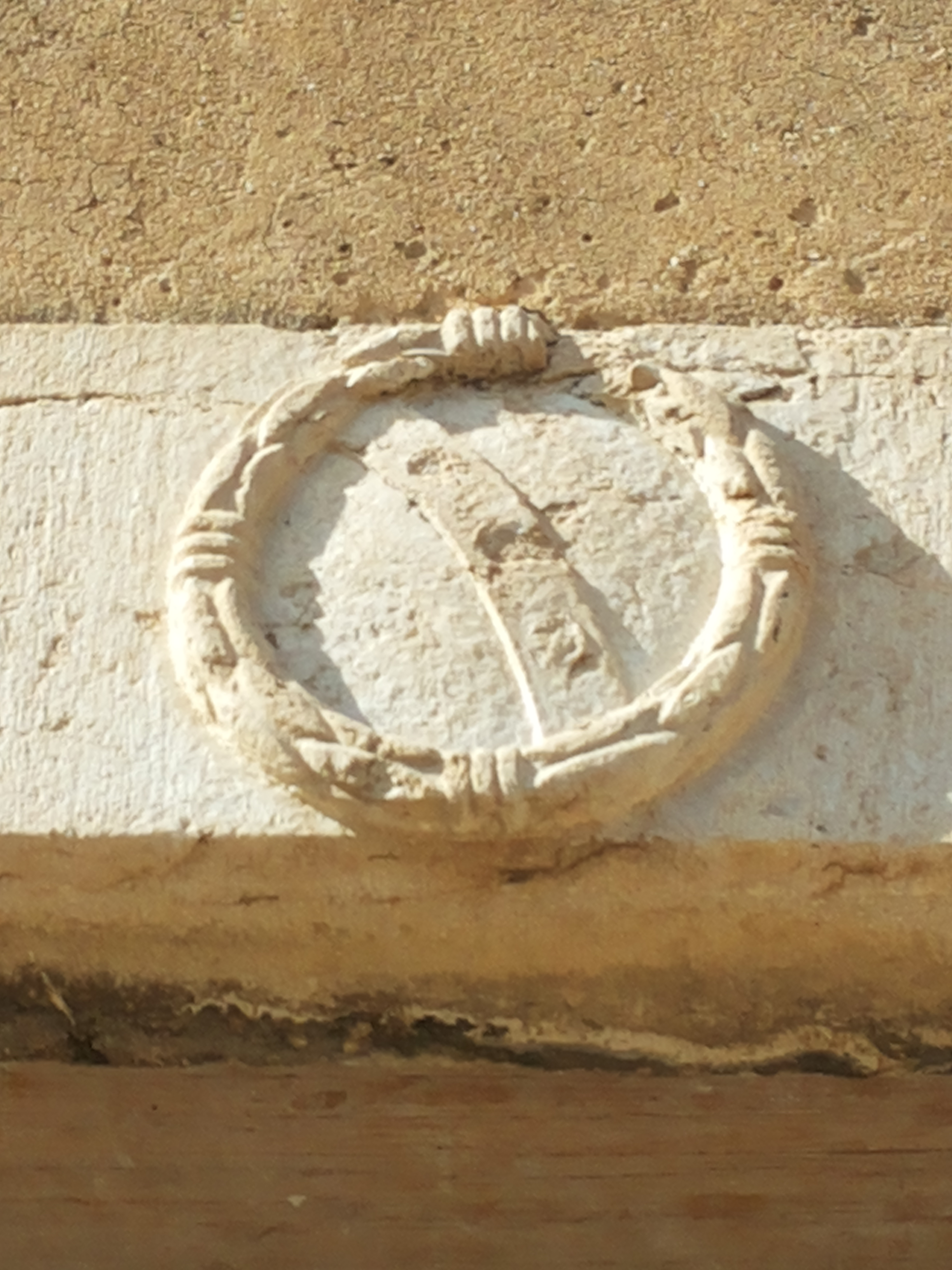
Stemma della famiglia De Ballis sulla porta di entrata della cappelletta
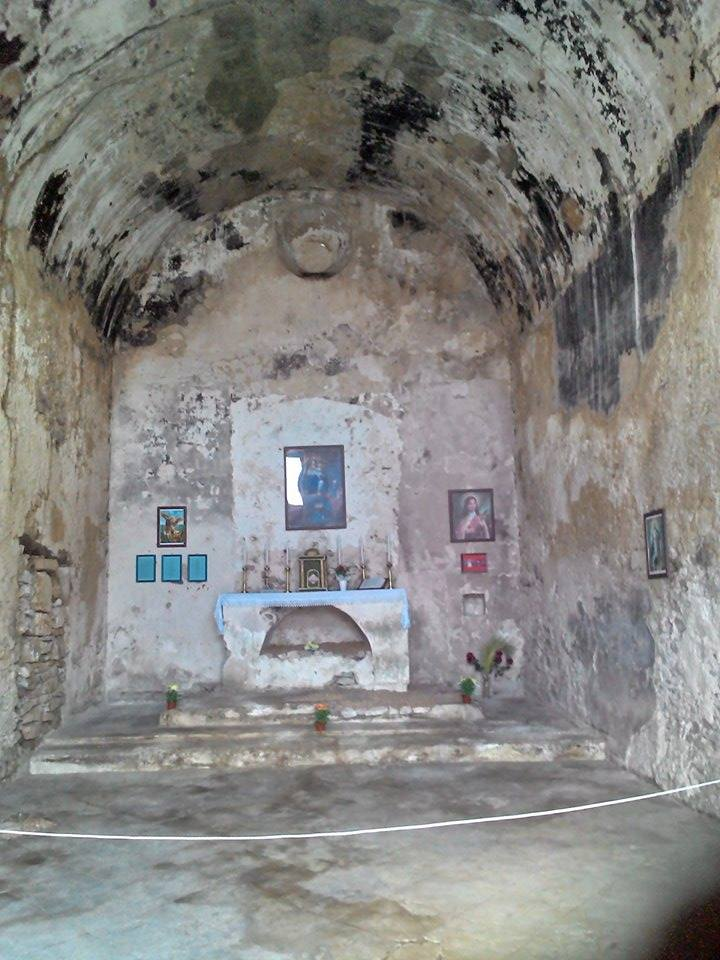
Interno della cappelletta dentro il castello

## Cultura di massa
Una credenza popolare racconta di lunghi cunicoli sotterranei che collegherebbero il castello di Calatubo con il Castello dei Conti di Modica e il Castello dei Ventimiglia e la sua torre, sul Monte Bonifato.
Alla località è dedicato il docufilm Calattubo (2024) con la regia di Lorenzo Mercurio.